# Neoblastobasis laikipiae
Neoblastobasis laikipiae is een vlinder uit de familie spaandermotten (Blastobasidae). De wetenschappelijke naam is voor het eerst geldig gepubliceerd in 2010 door Adamski.
De soort komt voor in tropisch Afrika.